# Дания на летних Олимпийских играх 1992
Дания принимала участие в Летних Олимпийских играх 1992 года в Барселоне (Испания) в двадцать первый раз за свою историю, и завоевала одну золотую, одну серебряную и четыре бронзовые медали. Сборную страны представляли 110 участников, из которых 33 женщины.

## Золото
- Парусный спорт, мужчины — Jesper Bank, Steen Secher и Jesper Seier.

## Серебро
- Каноэ, мужчины — Арне Нильссон и Кристиан Фредериксен.

## Бронза
- Парусный спорт, мужчины — Jørgen Bojsen-Møller и Jens Bojsen-Møller.
- Бокс, мужчины — Брайан Нильсен.
- Бадминтон, мужчины — Thomas Stuer-Lauridsen.
- Велоспорт, мужчины — Ken Frost, Jimmi Madsen, Klaus Nielsen, Ян Бо Петерсен and Микаэль Сандстёд.